# Live Freaky! Die Freaky!
Pour plus de détails, voir Fiche technique et Distribution.
Live Freaky! Die Freaky!  est un long métrage d’animation américain réalisé par John Roecker, sorti en 2006.

## Commentaire
Ce film au parfum de scandale, refusé dans plusieurs festivals américains, s'inspire de l'histoire de Charles Manson, instigateur du meurtre de l'actrice Sharon Tate.
La technique employée est l'animation image par image (ou « stop motion »).

## Fiche technique
- Titre : Live Freaky! Die Freaky!
- Réalisation : John Roecker
- Scénario :
- Musique :
- Production : Tim Armstrong
- Pays d'origine :  États-Unis
- Format :
- Genre : Animation, comédie de science-fiction horrifique, film musical
- Durée : 75 minutes
- Date de sortie DVD : 17 janvier 2006

## Distribution

### Voix originales
- Billie Joe Armstrong
- Tim Armstrong
- Travis Barker
- Davey Havok
- Kelly Osbourne
- Tré Cool
- Mike Dirnt